# Tata Nacho
Tata Nacho (Ignacio Fernández Esperón; * 14. Februar 1894 in Oaxaca; † 5. Juni 1968 in Mexiko-Stadt) war ein mexikanischer Komponist.

## Leben
Fernández war der Sohn eines Arztes. Er wuchs in Mexiko-Stadt auf. Seinen Spitznamen Tata Nacho, den er sein Leben lang als Pseudonym behielt, bekam er, nach dem er bei einem Unfall in der Schule seine Zähne verlor. Er besuchte die Escuela Normal para Maestros und arbeitete danach in einer Reparaturwerkstatt für Schreibmaschinen. Später besuchte er in Oaxaca die Escuela Nacional de Agricultura, wo er u. a. die späteren Politiker Marte R. Gómez, Juan de Dios Bojórquez und Luis L. León kennenlernte. Bereits in dieser Zeit komponierte er seine ersten Lieder.
Von 1919 bis 1929 lebte Tata Nacho in New York und nahm dort Unterricht bei Edgar Varèse. Nach seiner Rückkehr nach Mexiko arbeitete er für die Secretaría de Educación Pública als Volksmusikforscher. 1929 entsandte ihn der Wirtschaftsminister Ramón P. de Negri zur Ibero-Amerikanischen Ausstellung nach Sevilla. Dort lernte er den Dichter Federico García Lorca kennen, dem er von da an in Freundschaft verbunden war. Von 1931 bis 1937 war er bei Konsul Arturo Pani in Paris angestellt. Dort setzte er seine musikalische Ausbildung bei Paul le Fleur fort und studierte die Funktionsweise des französischen Urheberrechts.
In Mexiko war er 1945 neben Alfonso Esparza Oteo, Mario Talavera und weiteren Musikern unter den Gründern des Sindicato Mexicano de Autores, Compositores y Editores de Música, aus der im Folgejahr die Sociedad de Autores y Compositores de México (SACM) hervorging. 1947 wurde er vom Radiosender XEW eingestellt und startete dort das Musikprogramm Así es mi tierra. Ab 1952 war er, bis 1960 gemeinsam mit Pablo Marín, Leiter des  Orquesta Típica de la Ciudad de México. 1963 wurde er Präsident der SACM und erhielt eine Goldene Schallplatte als herausragendster Künstler des Jahres. Tata Nacho komponierte fast zweihundert Lieder, darunter populäre Titel wie Serenata ranchera, Reproche und Que sí, que no. Erfolgreich war er auch mit seiner Musikgruppe Rondalla Mexicana.